# Einheitstheorie (Staatsrecht)
Die Einheitstheorie ist eine staatsrechtliche Theorie, die sich auf die deutsche Gesetzgebung bezieht. 
Sie besagt, dass für ein Gesetz als Ganzes die Zustimmung des Bundesrates nötig ist, auch wenn nur ein Teil des Gesetzes zustimmungspflichtig ist. Die Einheitstheorie entspringt einem Urteil des Bundesverfassungsgerichtes von 1958 und ist seitdem als ständige Rechtsprechung anerkannt.